# جون يونغ (مغني)
جون يونغ (بالإنجليزية: John Young)‏ هو موسيقي ومغني بريطاني، ولد في 31 مايو 1956 في ليفربول في المملكة المتحدة.

## وصلات خارجية
- الموقع الرسمي
- جون يونغ على موقع ميوزك برينز (الإنجليزية)
- جون يونغ على موقع أول ميوزيك (الإنجليزية)
- جون يونغ على موقع ديسكوغز (الإنجليزية)